# ۱-فلوئورو-۴٬۲-دی‌نیتروبنزن
۱-فلوئورو-۴،۲-دی‌نیتروبنزن (به انگلیسی: 1-Fluoro-2,4-dinitrobenzene) یک ترکیب شیمیایی با شناسه پاب‌کم ۶۲۶۴ است. شکل ظاهری این ترکیب، بلورهای زرد است.